# Brachystegia spiciformis
Brachystegia spiciformis är en ärtväxtart som beskrevs av George Bentham. Brachystegia spiciformis ingår i släktet Brachystegia och familjen ärtväxter. Inga underarter finns listade i Catalogue of Life.